# Manuel Rivera-Ortiz
Manuel Rivera-Ortiz (født 23. december 1968 i Guayama, Puerto Rico) er en amerikansk fotograf, der lever i Rochester og New York, kendt for sine sociale og dokumentarfilmsfotografier. Han er bedst kendt for sit fotoessay om livet for mennesker i udviklingslandene.
 Hans værker er blandt de permanente samlinger på flere museer, herunder George Eastman House International Museum of Photography og Film. I 2004 vandt han prisen En Foco's New Works Photography Award og i 2007 Artist of the Year Award af Kunst-og Kulturvidenskab Rådet for større Rochester.
I 2010 etablerede han The Manuel Rivera-Ortiz Foundation for International Photography for at støtte underrepræsenteret fotografer, navnlig fra mindre udviklede lande.

## Publikationer
- Percepciones en Blanco & Negro – Colombia, Ediciones Adéer Lyinad 2009[4]
- Voices in first person, Simon & Schuster 2008, ISBN 1-4169-8445-3[5]
- A Journey of Self-Discovery, Sendt i magasin Rangefinder PDF-Online (Webside ikke længere tilgængelig)
- An Interview with Photographer Manuel Rivera-Ortiz, Interview i zeitng „Buffalo Rising“ Arkiveret 8. juli 2011 hos  Wayback Machine